# Dendropemon fuscus
Dendropemon fuscus är en tvåhjärtbladig växtart som beskrevs av Kuijt. Dendropemon fuscus ingår i släktet Dendropemon och familjen Loranthaceae. Inga underarter finns listade i Catalogue of Life.